# Kroatië op de Olympische Winterspelen 2002
Tijdens de Olympische Winterspelen van 2002, die in Salt Lake City (Verenigde Staten) werden gehouden, nam Kroatië voor de vierde keer deel.

## Medailleoverzicht
| Sport       | Olympiër        | Discipline       | Medaille |
| ----------- | --------------- | ---------------- | -------- |
| Alpineskiën | Janica Kostelić | reuzenslalom (v) | Goud     |
| Alpineskiën | Janica Kostelić | slalom (v)       | Goud     |
| Alpineskiën | Janica Kostelić | combinatie (v)   | Goud     |
| Alpineskiën | Janica Kostelić | super g (v)      | Zilver   |

## Deelnemers en resultaten
(m) = mannen, (v) = vrouwen 

### Alpineskiën
| Olympiër        | Discipline       | Resultaat | Prestatie                                               |
| --------------- | ---------------- | --------- | ------------------------------------------------------- |
| Ivica Kostelić  | reuzenslalom (m) | 9e        | 2.24,92 (+1,64) — 1.13,05+1.11,87                       |
| Ivica Kostelić  | slalom (m)       | dnf-2     | opgave run 2 — 49,60+dnf                                |
|                 |                  |           |                                                         |
| Nika Fleiss     | reuzenslalom (v) | 36e       | 2.40,17 (+10,16) — 1.20,94+1.19,23                      |
| Nika Fleiss     | slalom (v)       | 12e       | 1.51,27 (+5,17) — 55,39+55,88                           |
| Ana Jelušić     | reuzenslalom (v) | 37e       | 2.40,55 (+10,54) — 1.21,73+1.18,82                      |
| Ana Jelušić     | slalom (v)       | 23e       | 1.55,01 (+8,91) — 57,42+57,59                           |
| Janica Kostelić | super g (v)      | Zilver    | 1.13,64 (+0,05)                                         |
| Janica Kostelić | reuzenslalom (v) | Goud      | 2.30,01 — 1.16,00+1.14,01                               |
| Janica Kostelić | slalom (v)       | Goud      | 1.46,10 — 52,14+53,96                                   |
| Janica Kostelić | combinatie (v)   | Goud      | 2.43,28 slalom: 1.27,28 — 44,60+42,68 afdaling: 1.16,00 |

### Biatlon
| Olympiër       | Discipline       | Resultaat | Prestatie                                    |
| -------------- | ---------------- | --------- | -------------------------------------------- |
| Žarko Galjanić | 10 km sprint (m) | 84e       | 30.33,0 (+5.41,7) pen.: 3 (1 + 2)            |
| Žarko Galjanić | 20 km (m)        | 83e       | 1:04.54,4 (+13.51,1) pen.: 6 (0 + 2 + 1 + 3) |

### Bobsleeën
| Olympiër                                           | Discipline              | Resultaat | Prestatie                                       |
| -------------------------------------------------- | ----------------------- | --------- | ----------------------------------------------- |
| Ivan Šola Boris Lovrić Ðulijano Koludra Niki Drpić | 4-mansbob (m) Kroatië I | 26e       | 3.16,14 (+8,63) (48,84 / 48,45 / 49,17 / 49,68) |

### Kunstrijden
| Olympiër    | Discipline | Resultaat | Prestatie                               |
| ----------- | ---------- | --------- | --------------------------------------- |
| Idora Hegel | vrouwen    | 19e       | 30,5 p. (korte kür: 23 - lange kür: 19) |

### Langlaufen
| Olympiër       | Discipline                       | Resultaat | Prestatie                                                       |
| -------------- | -------------------------------- | --------- | --------------------------------------------------------------- |
| Damir Jurčević | sprint (m)                       | 46e       | dnq, kwal.:3.05,90 (+15,83)                                     |
| Damir Jurčević | 15 km klassiek (m)               | 61e       | 45.49,6 (+8.42,2)                                               |
| Damir Jurčević | 30 km vrije stijl massastart (m) | 61e       | 1:23.53,3 (+12.22,3)                                            |
| Damir Jurčević | 50 km klassiek (m)               | 52e       | 2:35.54,9 (+29.34,1)                                            |
| Damir Jurčević | achtervolging 10 km+10 km (m)    | 69e       | niet geplaatst vrije stijl (klassiek:31.15,7 + vrije stijl:dnq) |
| Denis Klobučar | 15 km klassiek (m)               | 58e       | 43.45,0 (+6.37,6)                                               |
| Denis Klobučar | 30 km vrije stijl massastart (m) | 64e       | 1:25.39,0 (+14.08,0)                                            |
| Denis Klobučar | 50 km klassiek (m)               | 53e       | 2:35.58,8 (+29.38,0)                                            |
| Denis Klobučar | achtervolging 10 km+10 km (m)    | 64e       | niet geplaatst vrije stijl (klassiek:30.00,7 + vrije stijl:dnq) |
|                |                                  |           |                                                                 |
| Maja Kezele    | 10 km klassiek (v)               | 55e       | 34.10,8 (+6.05,2)                                               |
| Maja Kezele    | 15 km vrije stijl massastart (v) | 54e       | 48.43,1 (+8.48,7)                                               |
| Maja Kezele    | achtervolging 5 km+5 km (v)      | 64e       | niet geplaatst vrije stijl (klassiek:15.40,1 + vrije stijl:dnq) |

Amerikaanse Maagdeneilanden · Andorra · Argentinië · Armenië · Australië · Azerbeidzjan · België · Bermuda · Bosnië en Herzegovina · Brazilië · Bulgarije · Canada · Chili · China · Chinees Taipei · Costa Rica · Cyprus · Denemarken · Duitsland · Estland · Fiji · Finland · Frankrijk · Georgië · Griekenland · Groot-Brittannië · Hongarije · Hongkong · Ierland · IJsland · India · Iran · Israël · Italië · Jamaica · Japan · Joegoslavië · Kameroen · Kazachstan · Kenia · Kirgizië · Kroatië · Letland · Libanon · Liechtenstein · Litouwen · Macedonië · Mexico · Moldavië · Monaco · Mongolië · Nederland · Nepal · Nieuw-Zeeland · Noorwegen · Oekraïne · Oezbekistan · Oostenrijk · Polen · Roemenië · Rusland · San Marino · Slovenië · Slowakije · Spanje · Tadzjikistan · Thailand · Trinidad en Tobago · Tsjechië · Turkije · Venezuela · Verenigde Staten · Wit-Rusland · Zuid-Afrika · Zuid-Korea · Zweden · Zwitserland

Uitgesloten van deelname: Puerto Rico